# Calembour
Pour les articles ayant des titres homophones, voir Calambour et Calembourg.

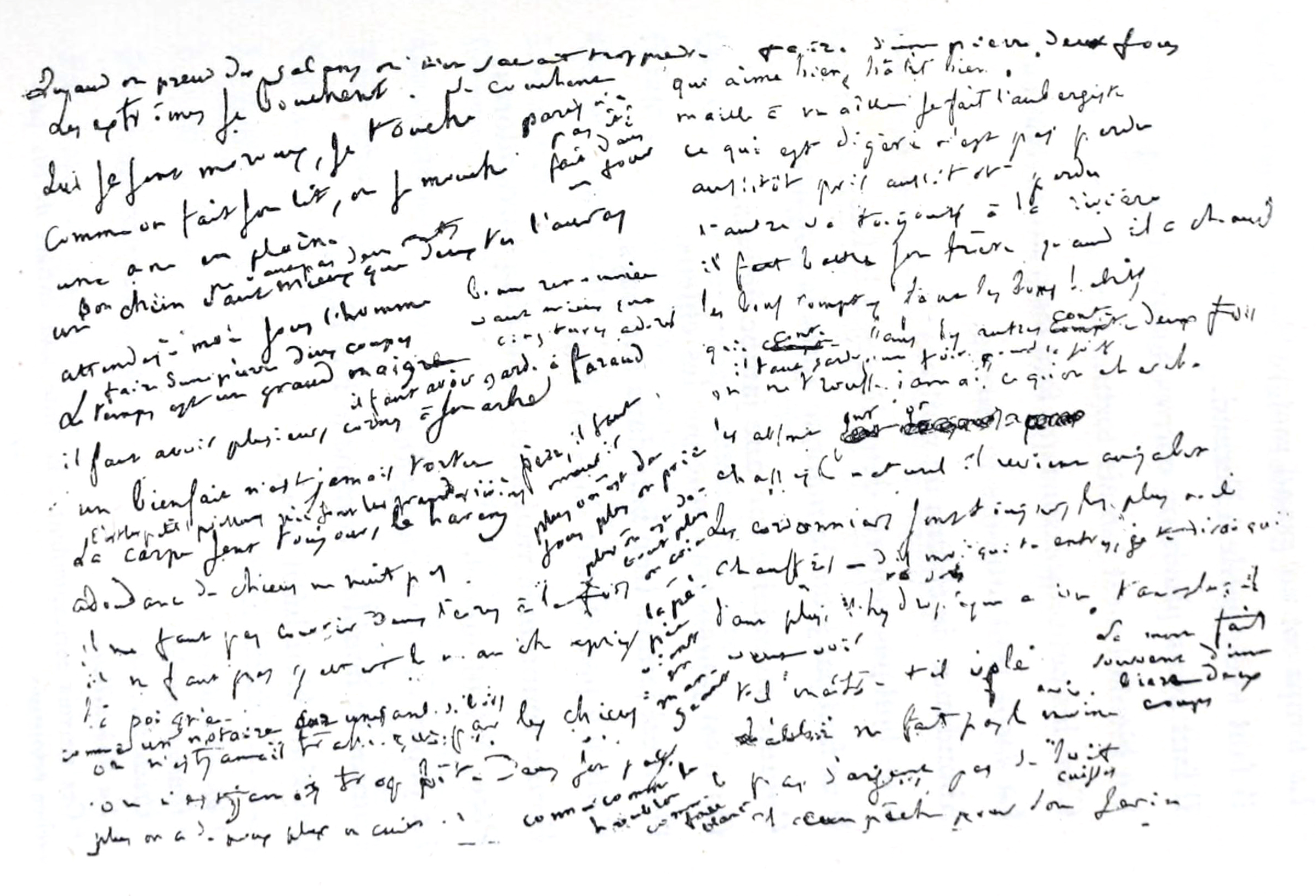
Calembours d'Honoré de Balzac.

Le calembour est un jeu de mots fondé sur l'homophonie et la polysémie.
Le calembour est un trait de l'esprit, à connotation humoristique, qui, par le sens double d'une phrase, permet une approche ironique sur un sujet donné. Il fut souvent utilisé dans cette optique par les journaux satiriques et les chansonniers du début du XXe siècle. Les calembours sont généralement davantage appréciés à l'oral qu'à l'écrit. Une légère différence d'intonation peut, en effet, orienter la compréhension d'une phrase ambiguë. Le procédé est approprié à la langue française, qui est peu accentuée et riche en homophones.
Selon l'auteur américain Isaac Asimov, « le calembour est la forme la plus noble de l'esprit » (en post-scriptum de la nouvelle Cache Cash dans le recueil Histoires mystérieuses). À l'inverse, pour un des personnages des Misérables de Victor Hugo, « Le calembour est la fiente de l’esprit qui vole » (mais le même précise, « Loin de moi l’insulte au calembour ! Je l’honore dans la proportion de ses mérites ; rien de plus »).
L'adjectif calembourgeois existe pour décrire une personne qui aime beaucoup et donc qui utilise les calembours. Par exemple, le peintre français Christian Zeimert est ainsi décrit. Le collectif la calembourgeoisie existe donc et signifie les gens calembourgeois comme groupe.

## Origines et étymologie
L'étymologie est incertaine. Le rapprochement avec calembredaine paraît évident, sans qu'on puisse pour autant établir un rapport certain de dérivation.
Si la première utilisation du terme est traditionnellement attribuée à Denis Diderot (dans une lettre à Sophie Volland datée du 1er octobre 1768), il est en fait attesté bien antérieurement, dans un texte non signé publié en 1755, sous la forme « calambour ». Le mot est qualifié par l'auteur de « barbare », « qui n'a de lui-même aucun sens, & que cette raison rend bien digne du genre qu'on lui fait signifier » (celui des jeux de mots absurdes et ridicules cultivés par les turlupins).
Le premier calambour qualifié comme tel (« Je ne connais pas de meilleure compagnie que la Compagnie des Indes ») apparait deux ans plus tard dans la sixième scène de la comédie Le mauvais plaisant ou le drôle de corps de Jean-Joseph Vadé, créée à Paris en août 1757. Un beau parleur cupide nommé Plaisantin, « homme à jeux de mots, à calambours », comme le présente une recension contemporaine, convoite en vain la main de Sophie qu'il cherche à séduire par ses turlupinades.
Ces attestations ne donnent aucune idée de la formation du mot. Le terme est bien présent dans le Supplément à l'Encyclopédie de 1777, dont l'article est écrit par le « prince du calembour », le marquis de Bièvre, mais son étymologie y est présentée comme incertaine.
La revue Historia a évoqué l'existence d'un comte de Kahlenberg,, ambassadeur d'Allemagne à Paris, dont l'accent rendait les propos difficilement compréhensibles ; ses interlocuteurs, refusant par politesse de le faire répéter, interprétaient librement ses propos. L'initiale K admise au XVIIIe siècle peut effectivement indiquer une étymologie étrangère. Cette initiale K pourrait également appuyer cette autre hypothèse qui rapproche calembour du verbe néerlandais kallen (parler) et de l’ancien français bourde (erreur ou mensonge). Mais on comprend mal l'association de ces racines de langues différentes.
Le mot calembour apparaît dans la 5e édition du Dictionnaire de l'Académie française (1798).

## Littérature et figures de style
- Outil par excellence du comique, le calembour verse parfois dans la tragicomédie.

- Dans un extrait d’Amphitryon de Molière[15], le calembour repose sur la polysémie (« caractéristique d'un mot ou d'une expression qui a plusieurs sens). Le vrai Sosie s’étant fait usurper son « moi » par un imposteur, le dieu Mercure, la polysémie s'établit entre un vrai et un faux « moi ». Elle n’est donc pas de langue (aucun système ni dictionnaire ne prévoient qu'un pronom puisse désigner deux personnes distinctes), mais de discours : deux protagonistes aussi différents et opposés que l'actant (drôle de « héros » que ce Sosie couard…) et l'opposant (terme ici particulièrement approprié puisque le dieu vient de rouer le valet de coups). Le procédé est renforcé par une anaphore.

- Parmi les auteurs contemporains, Jean-Pierre Brisset ne rédige ses livres qu'à partir de calembours portés à saturation. Pour avoir démontré par des calembours que l'homme descend de la grenouille — coa = quoi ? —, cet employé des chemins de fer a été fait par Jules Romains et ses amis (Apollinaire, Max Jacob, Stefan Zweig) « Prince des Penseurs » le 13 avril 1913. Son œuvre complète a été republiée en 2001, accompagnée d'une étude. Il était l'un des auteurs préférés de Marcel Duchamp[16]. Brisset a été célébré par André Breton dans l'Anthologie de l'humour noir (1940) et par Michel Foucault en 1970. « Qu'est-ce que c'est ? est glosé Que sexe est ? », par allusion à la métamorphose de la grenouille en homme (elle prend un sexe apparent : keksekça ?).

- Avec ses calembours, Raymond Queneau illustre « les bases du néo-français caractérisé par une syntaxe et un vocabulaire typiques du langage parlé et par une orthographe plus ou moins phonétique. »

- Dans cet extrait de Zazie dans le métro, l'auteur combine calembour et la variante de répétition appelée anaphore. Comme il s'agit de discours direct, ce n’est qu’à l’oral que la collusion phonétique « révèle » le jeu de mots : [ vᴈ ] .

- Dans la discussion pour la conjugaison conforme de vêtir (vêtissez-vous ou vêtez-vous), le calembour devient formel : il ne s'agit pas d'associer deux signifiés différents par le biais de signifiants proches, mais, au contraire, par celui de la forme admise contre la forme réputée fautive, de départager des niveaux de connaissance et des couches sociales plus ou moins éloignées et irréconciliables.

## Journaux et humoristes
Certaines publications, comme Libération, L'Équipe ou 20 Minutes, ainsi que certaines bandes dessinées comme Iznogoud ou Astérix se sont fait une spécialité de truffer leurs pages de calembours, pour le plus grand bonheur de leurs lecteurs, et pour la plus grande peine des traducteurs.
Le Canard enchaîné s'est particulièrement illustré dans le genre, grâce au journaliste Jean-Paul Grousset, spécialiste du cinéma et auteur d'un nombre considérable de calembours (notamment dans ses manchettes). Pierre Dac, Raymond Devos, Pierre Desproges, Coluche, Laurent Ruquier, Sol, François Pérusse, Boby Lapointe et, plus récemment Noir Désir, Sttellla, Gérald Genty, Vincent Roca sont parmi les calembouristes les plus productifs.

## Kakemphaton
On parle aussi de kakemphaton, synonyme plus noble, qui inclut le calembour involontaire. L'exemple suivant est souvent cité comme involontaire, à tort ou à raison, si l'on choisit de nier à Corneille sa virtuosité et son sens de l'humour.

« Vous me connoissez mal : la même ardeur me brûle,

Et le désir s'accroît quand l'effet se recule. »

— Pierre Corneille, Polyeucte, I, 1, v.41-42

## Dans d'autres langues
Le calembour est un type de jeu de mots également pratiqué en allemand, où il s'appelle le Wortspiel (« jeu de mots »), le terme Witz renvoyant plutôt au Trait d'esprit. Il existe aussi la variante nommée Reimspiel (« jeu des rimes »), qui repose sur une homophonie entre les terminaisons des vers. En anglais, on parle plutôt de « puns ».
En italien, le mot utilisé est gioco di parole. Le terme grec correspondant à calembour est καλόμπορος / kalómboros / , ce qui signifie littéralement « bonne parole », mais aussi « jeu de mots » (avec une connotation péjorative).
Les personnes qui apprécient les calembours sont des calembourgeois. Le mot est attesté dans un journal satirique du début du XXe siècle, Le Charivari, où il était appliqué à Christian Zeimert, peintre français humoriste.
En anglais, les poissons d'avril sont nommés April Fools (« poissons d'avril ») ; mais il existe une autre expression, fish and chips, qui désigne un plat composé de morceaux de poisson panés et frits servis avec des pommes de terre en tranches. Ces termes ont parfois été confondus, donnant lieu à des calembours tels que « Fish and ships » (« Poisson et bateaux »), ou « Fish in chips » (« Poisson en rondelles »).